# Radicaal 24
Van de in totaal 214 Kangxi-radicalen heeft radicaal 24 de betekenis tien. Het is een van de drieëntwintig radicalen die bestaat uit twee strepen.
In het Kangxi-woordenboek zijn er 55 karakters die dit radicaal gebruiken.

## Karakters met het radicaal 24
| Strepen | Karakter                   |
| ------- | -------------------------- |
| + 0     | 十                         |
| + 1     | 卂, 千, 卄                 |
| + 2     | 卅, 卆, 升, 午             |
| + 3     | 卉, 半                     |
| + 4     | 卋, 卌, 卍, 华, 协, 卐     |
| + 6     | 丧, 卑, 卒, 卓, 協, 单, 卖 |
| + 7     | 南                         |
| + 9     | 卙                         |
| + 10    | 博                         |
| + 19    | 卛, 颦                     |

Orakelbotkarakter
Bronskarakter
Groot zegelkarakter
Klein zegelkarakter